# Státní znak Kypru
Státní znak Kypru byl přijatý 16. srpna 1960 a zobrazoval bílou letící holubici s olivovou ratolestí (symbol míru) na žlutém štítu s letopočtem 1960 (rok vyhlášení nezávislosti na Spojeném království) položeném doprostřed věnce olivových listů. Žlutá barva štítu symbolizovala velká ložiska měděné rudy. V roce 2006 byl znak mírně upraven.
Znak užívá pouze Kyperská republika. Severní Kypr (Severokyperská turecká republika) užívá svůj státní znak.

Státní znak Kypru (1960–2006)
Státní znak Severního Kypru